# Linars
Linars ist eine Gemeinde mit 2.105 Einwohnern (Stand 1. Januar 2022) im westfranzösischen Département Charente in der Region Nouvelle-Aquitaine.

## Lage
Linars liegt auf dem Nordufer der Charente etwa acht Kilometer (Fahrtstrecke) westlich der Stadt Angoulême in der alten Kulturlandschaft des Angoumois in einer Höhe von etwa 60 Metern ü. d. M. Hier mündet der Fluss Nouère in die Charente.

## Bevölkerungsentwicklung
| Jahr      | 1962 | 1968 | 1975 | 1982 | 1990 | 1999 | 2006 | 2018 |
| Einwohner | 726  | 852  | 1667 | 2208 | 2193 | 2110 | 2071 | 2063 |

Im 19. Jahrhundert sank die Einwohnerzahl des Ortes von etwa 600 im Jahr 1800 auf etwa 400 im Jahr 1900 ab. Aufgrund der Nähe zur Stadt Angoulême und vergleichsweise günstiger Immobilienpreise ist die Bevölkerung der Gemeinde im letzten Viertel des 20. Jahrhunderts auf über 2000 Einwohner angewachsen.

## Wirtschaft
Linars ist traditionell landwirtschaftlich geprägt, wobei der Anbau von Hanf schon seit Jahrhunderten eine wichtige Rolle spielt. In mittelalterlichen Urkunden ist der Ort als Linaria oder Linares überliefert, was auf den Anbau von Flachs (lin) und/oder Hanf (chanvre) zurückgeht. Ansonsten bestimmen Einzelhandel, Handwerk, Weinbau und kleinere Dienstleistungsbetriebe das wirtschaftliche Geschehen des Ortes.

## Geschichte
Auf dem Gebiet der Gemeinde wurden die Überreste eines gallorömischen Landgutes (villa rustica) und eines Friedhofs aus derselben Epoche gefunden. In den Hugenottenkriegen (1562–1598) erlitten Ort und Kirche schwere Schäden; möglicherweise wurde beim Wiederaufbau der schlanke Wachturm auf der Nordseite der Kirche errichtet. Auch die Existenz eines in der Französischen Revolution aufgelösten und zerstörten Priorates im Weiler Chevanon ist belegt.

## Sehenswürdigkeiten

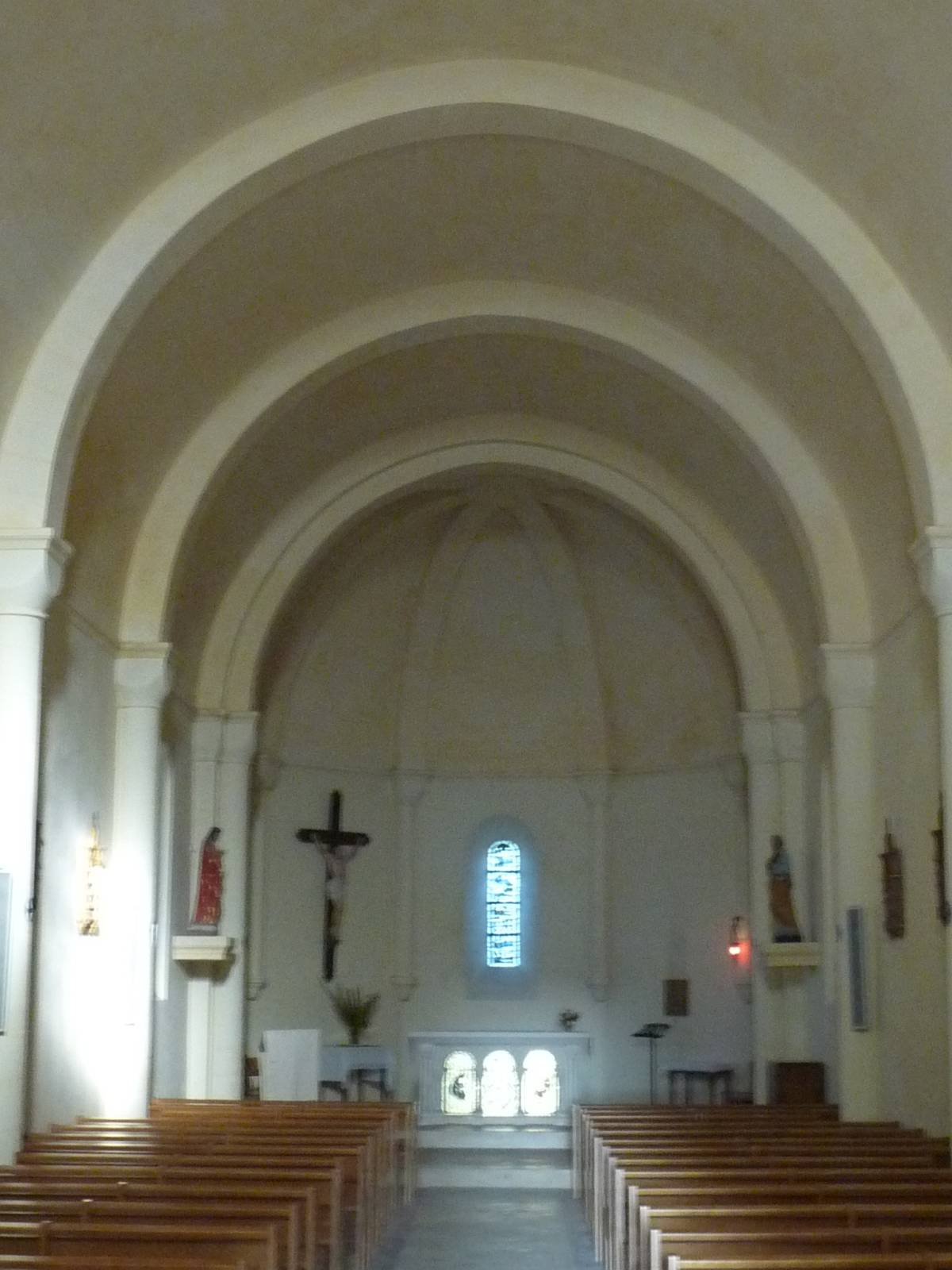
Kirchenschiff

- Die Pfarrkirche Saint-Pierre ist ein aus exakt behauenen Natursteinen errichteter romanischer Bau des 12. Jahrhunderts mit einer von Bogenstellungen dominierten und durch Halbsäulenvorlagen und Gesimse reich gegliederten Westfassade, deren Erdgeschoss in der Art eines Triumphbogenschemas mit seitlichen Blendportalen unterteilt ist. Die obere Ebene zeigt eine siebenteilige, auf Säulen mit Kapitellen ruhende Arkadengliederung mit einem Mittelfenster. Die Ebene schließt ab mit einem aus Köpfen gestalteten Konsolenfries. Im Giebelfeld über den Halbsäulen befinden sich vier sitzende Löwenfiguren; ungewöhnlich ist auch der kleine, auf drei Kopfkonsolen ruhende Blendgiebel im oberen Bereich. Das mit Christus und zwei Engeln geschmückte Tympanonfeld des Portals wurde von Bilderstürmern während der Religionskriege oder der Französischen Revolution zerstört. Das einschiffige Langhaus verfügt über ein Tonnengewölbe mit dicken Gurtbogenunterzügen, die auf Dreiviertelsäulen mit einfachen Würfelkapitellen ruhen; ähnliche unprofilierte Unterzüge finden sich auch im Bereich der Apsis. Die Kirche ist seit dem Jahr 1913 als Monument historique[1] anerkannt.
- Die Glocke der Kirche stammt aus dem Jahr 1752 und ist gesondert unter Schutz gestellt.[2]